# 1640
- Wikisource

| Calendário gregoriano                                                        | 1640 MDCXL                          |
| Ab urbe condita                                                              | 2393                                |
| Calendário arménio                                                           | 1089 – 1090                         |
| Calendário bahá'í                                                            | -204 – -203                         |
| Calendário budista                                                           | 2184                                |
| Calendário chinês                                                            | 4336 – 4337 Início a 23 de janeiro  |
| Calendário copta                                                             | 1356 – 1357                         |
| Calendário etíope                                                            | 1632 – 1633                         |
| Calendários hindus - Vikram Samvat - Calendário nacional indiano - Cáli Iuga | 1695 – 1696 1561 – 1562 4740 – 4741 |
| Calendário Holoceno                                                          | 11640                               |
| Calendário islâmico                                                          | 1050 – 1051                         |
| Calendário judaico                                                           | 5400 – 5401                         |
| Calendário persa                                                             | 1018 – 1019                         |
| Calendário rúnico                                                            | 1890                                |
| Calendário solar tailandês                                                   | 2183                                |

1640 (MDCXL, na numeração romana)  foi um ano bissexto do século XVII  do actual Calendário Gregoriano, da Era de Cristo, e as suas letras dominicais foram  A e G (52 semanas), teve início a um domingo e terminou a uma segunda-feira.
| Ano completo                       |
| ---------------------------------- |
| Ano bissexto com início ao domingo |

## Eventos

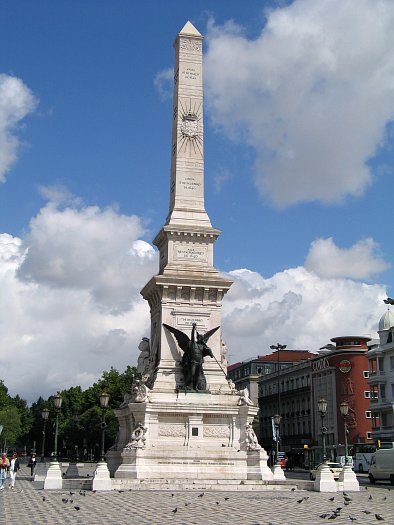
Obelisco comemorativo da restauração da independência em 1640. Praça dos Restauradores, Lisboa.

- 8 de Abril - Sai de Lisboa a esquadra que leva ao Estado do Brasil (Bahia) o primeiro vice-rei nomeado para este estado colonial português, o Marquês de Montalvão.
- 1 de dezembro - Restauração da Independência de Portugal é a designação dada ao golpe de estado revolucionário ocorrido a 1 de dezembro de 1640, chefiada por um grupo designado de Os Quarenta Conjurados e que se alastrou por todo o Reino, pela revolta dos portugueses contra a tentativa da anulação da independência do Reino de Portugal pela governação da Dinastia filipina castelhana, e que vem a culminar com a instauração da 4.ª Dinastia Portuguesa - a casa de Bragança.
- 15 de Dezembro - João IV é coroado rei de Portugal depois da restauração do trono detido por Filipe III de Portugal / Filipe IV de Espanha.
- É construído na Sé Catedral de Angra do Heroísmo O Altar das Almas por iniciativa da Irmandade das Almas, pelo então cónego Leonardo de Sotto Mayor (falecido em 1653).[1]
- Invasão escocesa contra o governo de Carlos I, Rei da Inglaterra.
- Instituída a inquisição no Japão pelo xogun Iemitsu Tokugawa quando se iniciou uma perseguição aos cristãos.
- A Espanha extrai grande quantidade de metais preciosos de suas colônias americanas.

### Em andamento
- Guerra dos Trinta Anos (1618–1648)

## Nascimentos
- 11 de setembro - Gérard de Lairesse, foi pintor, desenhista, aquafortista, gravador e teórico de arte holandês (m. 1711).
- Monsieur de Sainte-Colombe, em data desconhecida.

## Mortes
- 30 de Maio - Peter Paul Rubens, pintor flamengo.
- Uriel Acosta, filósofo judeu de origem portuguesa.

## Por tema
- 1640 na literatura
- 1640 na música